# Paschim Punropara
Paschim Punropara là một thị trấn thống kê (census town) của quận Murshidabad thuộc bang Tây Bengal, Ấn Độ.

## Nhân khẩu
Theo điều tra dân số năm 2001 của Ấn Độ, Paschim Punropara có dân số 31.198 người. Phái nam chiếm 50% tổng số dân và phái nữ chiếm 50%. Paschim Punropara có tỷ lệ 35% biết đọc biết viết, thấp hơn tỷ lệ trung bình toàn quốc là 59,5%: tỷ lệ cho phái nam là 44%, và tỷ lệ cho phái nữ là 25%. Tại Paschim Punropara, 22% dân số nhỏ hơn 6 tuổi.